# (226672) Kucinskas
(226672) Kucinskas est un astéroïde de la ceinture principale.

## Description
(226672) Kucinskas est un astéroïde de la ceinture principale. Il fut découvert le 16 avril 2004 à Moletai par Kazimieras Černis et Justas Zdanavičius. Il présente une orbite caractérisée par un demi-grand axe de 2,36 UA, une excentricité de 0,17 et une inclinaison de 7,6° par rapport à l'écliptique.